# غرس مطيقي
غرس مِطِّيقي هو أحد أنواع التمور التونسية. وهو أقل حجما من غرس سوف، وينضج في بداية شهر سبتمبر. ويستحسن أن يتناول عندما تكون الثمرة نصفها بسر والآخر تمر.